# Partea sublenticulară a capsulei interne
Partea sublenticulară a capsulei interne sau partea sublentiformă a capsulei interne (Pars sublentiformis capsulae internae) sau brațul sublenticular al capsulei interne, brațul sublentiform al capsulei interne, partea sublentiformă a brațului posterior (Pars sublentiformis cruris posterioris) reprezintă o porțiune a capsulei interne, situată sub treimea caudală (posterioară) a nucleului lenticular.
Partea sublenticulară este formată din radiația inferioară talamică și fibre descendente.
- Fibrele descendente (sau fibrele corticopontine) includ fibrele temporopontine (Türck-Meynert), care provin din cortexul cerebral al lobului temporal și se termină în nucleele pontine a părții bazilare a punții și câteva fibre parietopontine, care provin din cortexul cerebral al lobului parietal și se termină în nucleele pontine a părții ventrale a punții. Ansamblul fibrelor temporopontine și parietopontine se numește fibre parietotemporopontine.
- Radiația talamică inferioară constă în principal din fibrele ascendente a radiații acustice care provine din corpul geniculat medial și se termină în girusul temporal transvers Heschl (ariile auditive 41 și 42) și girusul temporal superior. În radiația inferioară talamică sunt prezente și câteva fibre care conectează talamusul cu cortexul temporal (fibre talamotemporale) și al insulei. Fibrele temporotalamice sunt fibre descendente în această radiație.